# Communauté de communes du Pays Entre Loire et Rhône
Die Communauté de communes du Pays Entre Loire et Rhône (kurz: CoPLER) ist ein französischer Kommunalverband mit Rechtsform einer Communauté de communes und Sitz in Saint-Symphorien-de-Lay. Zu dem Kommunalverband gehören sechzehn Gemeinden aus dem Département Loire und der Région Auvergne-Rhône-Alpes.

## Zusammensetzung
Folgende 16 Gemeinden haben sich zusammengefunden:
| Gemeinde                                            | Einwohner 1. Januar 2022 | Fläche km² | Dichte Einw./km² | Code INSEE | Postleitzahl |
| --------------------------------------------------- | ------------------------ | ---------- | ---------------- | ---------- | ------------ |
| Chirassimont                                        | 388                      | 10,69      | 36               | 42063      | 42114        |
| Cordelle                                            | 944                      | 26,64      | 35               | 42070      | 42123        |
| Croizet-sur-Gand                                    | 315                      | 5,98       | 53               | 42077      | 42540        |
| Fourneaux                                           | 567                      | 12,17      | 47               | 42098      | 42470        |
| Lay                                                 | 764                      | 12,85      | 59               | 42118      | 42470        |
| Machézal                                            | 401                      | 13,88      | 29               | 42128      | 42114        |
| Neaux                                               | 479                      | 17,36      | 28               | 42153      | 42470        |
| Neulise                                             | 1.356                    | 22,99      | 59               | 42156      | 42590        |
| Pradines                                            | 902                      | 11,60      | 78               | 42178      | 42630        |
| Régny                                               | 1.447                    | 13,80      | 105              | 42181      | 42630        |
| Saint-Cyr-de-Favières                               | 1.028                    | 14,11      | 73               | 42212      | 42123        |
| Saint-Just-la-Pendue                                | 1.644                    | 19,88      | 83               | 42249      | 42540        |
| Saint-Priest-la-Roche                               | 340                      | 13,50      | 25               | 42277      | 42590        |
| Saint-Symphorien-de-Lay                             | 1.976                    | 33,57      | 59               | 42289      | 42470        |
| Saint-Victor-sur-Rhins                              | 1.164                    | 11,43      | 102              | 42293      | 42630        |
| Vendranges                                          | 390                      | 11,14      | 35               | 42325      | 42590        |
| Communauté de communes du Pays Entre Loire et Rhône | 14.105                   | 251,59     | 56               | –          | –            |

## Aufgaben
Der Communauté de communes wurden folgende Aufgaben von den Gemeinden übertragen:
- Verbesserung der Infrastruktur,
- gemeinsame Planungen auf touristischem und kulturellen Gebiet,
- Gemeinsame Wohnungspolitik und Gestaltung des Wohnumfeldes,
- Entwicklung der kulturellen und kommunikativen Infrastruktur,
- Schutz und Gestaltung der Umwelt,
- Gemeinsame Aktionen für Kinder und Jugendliche, die Einrichtung eines Vermittlungs- und Schulungsbüros für Tagespflegepersonen (Relais d’assistantes maternelles) sowie die Beratung von Arbeitslosen.

## Verwaltung
Die CoPLER hat einen Verwaltungsrat, zu dem die beteiligten Gemeinderäte Vertreter entsenden.
Die Zahl der jeweiligen Abgeordneten in der gemeinsamen Vertretung richtet sich nach der Zahl der Einwohner: Pro 500 Einwohner gibt es einen Abgeordneten.
| Zahl der Abgeordneten | Gemeinden                                                                   |
| --------------------- | --------------------------------------------------------------------------- |
| 4                     | Saint-Symphorien-de-Lay, Régny, Saint-Just-la-Pendue                        |
| 3                     | Neulise, Saint-Victor-sur-Rhins                                             |
| 2                     | Cordelle, Saint-Cyr-de-Favières, Lay, Pradines, Fourneaux, Neaux            |
| 1                     | Machézal, Chirassimont, Vendranges, Saint-Priest-la-Roche, Croizet-sur-Gand |

Der Verwaltungsrat des Kommunalverbands wählt einen Präsidenten und 9 Stellvertreter.
| Zeitraum | Zeitraum | Name            | Partei    | Beruf                                                           |
| 1993     | 2001     | Michel Chartier | UMP       | Bürgermeister von Saint-Victor-sur-Rhins und conseiller général |
| 2001     | 2014     | Claude Janin    | parteilos | Bürgermeister von Fourneaux                                     |
| 2014     | im Amt   | Hubert Roffat   | parteilos | Bürgermeister von Neulise                                       |